# Protestes de l'Electric Erevan
Les protestes de l'Electric Yerevan són manifestacions massives que van tenir lloc a l'estiu del 2015 a Armènia contra les pujades de preus de l'electricitat.

## Antecedents

### Situació econòmica i política
Segons dades oficials d'estat, i així reportades pel periòdic Courrier International, hi havia l'any 2012 un 34% d'armenis vivint en la pobresa. La taxa d'atur es trobaria a nivells alts amb un 80% de la població en descontentament absolut o parcial per la situació econòmica. La moneda armènia havia estat patint durant els anys anteriors diverses devaluacions que arribaven al 20%. L'Estat va decidir apujar els impostos l'any 2013 en un país en què un 76% dels armenis viu amb menys de 400 dòlars al mes i un 54% amb menys de 250. Políticament, el país manté una situació de guerra congelada amb l'Azerbaidjan, fet que porta a establir aliances amb Rússia. La renda per capita del país és de 7.776 USD, situant-se en el que podria considerar-se com “classe mitjana” de les antigues repúbliques soviètiques, per sobre de Moldàvia, Ucraïna, Kirguizstan, Tadjikistan, Uzbekistan i Geòrgia i per sota dels Bàltics, els principals exportadors de gas i/o petroli (Rússia, Kazakhstan, Turkmenistan i Azerbaidjan) i Belarús. Les remeses procedents de l'exterior suposen un 21% del PIB armeni segons dades del Banc Mundial, situant-se entre els països del món més dependents en aquest aspecte. Del total d'aquestes, més d'un 80% provenen de Rússia, malgrat que últimament hagin caigut considerablement per l'empitjorament de la situació econòmica en aquell país. Tanmateix, segons remarca el periòdic Courrier International, "la bona vida és una realitat per alguns armenis" […] "són al voltant del 10% els habitants que aprofiten, a mercè del 90% restant. Es tracta d'emprenedors, banquers relacionats amb el poder i alts funcionaris amb un estil de vida de luxe".

### Les raons de les protestes
El mes de juny del 2015 el Comitè Regulador de Serveis Públics d'Armènia va anunciar un increment en els preus de l'electricitat del 16% a partir l'1 d'agost -la tercera pujada en tres anys-. La decisió implicava un important increment en els preus de nombrosos serveis i productes al país. Des de Xarxes Elèctriques d'Armènia (XEA) -la companyia distribuïdora d'electricitat- es va justificar la decisió amb l'argument que calia fer front al deute de l'empresa i a les pèrdues dels darrers anys. Segons poden afirmar llocs webs especialitzats, "es dona la circumstància que el propietari de XEA és Inter RAO UES, una companyia energètica russa que té a Igor Setxin com a president de junta, amic de Vladimir Putin i president executiu de Rosneft, la principal empresa de petroli propietat del govern rus".

## L'Electric Yerevan
Erevan és la capital d'Armènia i és també el lloc on es van produir les manifestacions de l'Electric Yerevan, nom que va sorgir a les xarxes socials, després que els carrers de la capital armènia es veiessin plens de ciutadans reclamant una baixada de les tarifes.

### Moviment d'Indigants
La mobilització va començar amb uns centenars de persones però va acabar traient al carrer a desenes de milers, mantenint-se setmanes després -amb acampada permanent i assemblea incloses-. Es tracta d'un moviment reivindicatiu que des del principi ha pres un to molt festiu -concerts i esports inclosos- i en el qual han participat sobretot joves, però també pensionistes i famílies amb nens. Amb epicentre a l'avinguda Bahgramyan, situada molt prop del palau presidencial, amb el pas dels dies s'ha anat estenent a altres ciutats del país. Fins ara aquest moviment ha estat majoritàriament pacífic, a excepció de l'episodi de violència que es va viure el 22 de juny al matí, quan la policia armènia va intentar desallotjar l'avinguda Baghramyan per la força utilitzant canons d'aigua, una decisió que va generar una onada de disturbis que es van saldar amb 200 persones detingudes i una vintena de ferits entre policia i manifestants. Per tot plegat, es poden buscar paral·lelismes amb el fenomen els Indigants a Europa que també han omplert carrers amb manifestacions pacífiques, permanents i d'acampada. Es pot evocar en aquest sentit la similitud amb el 15-M o el Nuit Debout.

### Monopoli rus i dependència econòmica
Segons el bloc especialitzat eurasia.cat, contràriament a allò que ha succeït en els últims anys en algunes antigues repúbliques soviètiques (Geòrgia 2003, Ucraïna 2004 i 2013-2014 o Moldàvia 2009, entre altres), l'Electric Yerevan no és una mobilització amb un component nacionalista i “anti Kremlin”. Si bé, la protesta va dirigida contra una elit política i econòmica molt lligada a Moscou, i contra uns monopolis directament controlats per empreses russes, essent això precisament el que inquieta al Kremlin, les mobilitzacions "s'assemblen més a una demanda fruit de la manca d'oportunitats", rebla el bloc.
El bloc emfatitza sobre el fet que la majoria de la població armènia és conscient que la seva dependència respecte a Rússia no és una qüestió negociable. Un 83% dels armenis (dades de 2013) consideren que Rússia és el principal “amic exterior“ del seu país. De la mateixa manera, els partidaris de la Unió Econòmica Eurasiàtica impulsada per Moscou se situen en un 55%, per només un 13% que s'hi oposa. En contrast, un 66% considera que l'Azerbaidjan és el seu major enemic del país. És precisament el conflicte no resolt entre Armènia i Azerbaidjan pel control de l'Alt Karabakh el factor principal que manté la situació d'aïllament d'Armènia respecte als seus veïns a est i oest, provocant que el paper de Moscou prengui encara més rellevància en aquest context. Així, les empreses russes controlen la majoria de les indústries armènies, amb especial incidència en els sectors de l'energia, el transport, les telecomunicacions o la mineria.